# Take Me Back to Eden
Take Me Back to Eden (с англ. — «Возьми меня обратно в Рай») — третий студийный альбом анонимной британской рок-группы Sleep Token, изданный 19 мая 2023 года лейблом Spinefarm Records. Несмотря на то, что первые отзывы были неоднозначными, альбом получил множество похвал и вошёл в несколько известных списков лучших альбомов 2023 года. Кроме того, альбом стал коммерческим хитом и стал самым скачиваемым метал-альбомом 2023 года на Spotify.

## История
Sleep Token выпустили первые две песни со своего третьего альбома Take Me Back to Eden в качестве синглов. «Chokehold» и «The Summoning», выпущены 5 и 6 января 2023 года соответственно. За ними 19 и 20 января последовали «Granite» и «Aqua Regia» соответственно.
Релизы привели к быстрому росту популярности группы, которая из «менее 300 000 ежемесячных слушателей на Spotify в начале января» превратилась в более чем 1,58 миллиона к концу месяца. Песня «The Summoning», в частности, стала одной из самых популярных песен Sleep Token на сегодняшний день, достигнув первого места в чарте Spotify Top 50 Viral Songs, а также получив более миллиона просмотров на YouTube в течение двух недель. Она также стала первой песней группы, вошедшей в официальные чарты Великобритании и США, достигнув 14 места в чарте UK Rock & Metal Singles Chart, 26 места в чарте Billboard Hot Rock & Alternative Songs и 2 места в чарте Billboard Hard Rock Digital Song Sales.
Альбом Take Me Back to Eden был официально анонсирован 16 февраля 2023 года, одновременно с выпуском пятого сингла «Vore». Альбом был описан в анонсе как «3-я часть трилогии, захватывающая глава-завершение в продолжающейся саге Sleep Token, саге, которая началась с дебютного альбома Sundowning». «DYWTYLM» был выпущен как шестой предрелизный трек с альбома 23 апреля 2023 года.

## Отзывы
| Совокупная оценка    | Совокупная оценка |
| Источник             | Оценка            |
| -------------------- | ----------------- |
| Metacritic           | 60/100            |
| Оценки критиков      |                   |
| Источник             | Оценка            |
| Blabbermouth.net     | 8/10              |
| Clash                | 5/10              |
| Kerrang!             | 4/5               |
| The Line of Best Fit | 6/10              |
| Metal Hammer         | [ 16 ]            |
| Metal Injection      | 6.5/10            |
| MetalSucks           | 4.5/5             |
| NME                  | [ 19 ]            |
| The Skinny           | [ 20 ]            |
| Wall of Sound        | 10/10             |

Take Me Back to Eden получил смешанные отзывы музыкальных критиков. На сайте Metacritic он получил средневзвешенный балл 60 из 100 на основе 7 рецензий, что означает «смешанные или средние отзывы».
В пятизвёздочной рецензии для NME Эмма Уилкс назвала альбом «амбициозным, эмоциональным монолитом, обладающим всеми признаками будущего классического статуса», похвалив его «непредсказуемость» и использование множества музыкальных стилей. В четырёхзвёздочной рецензии для Metal Hammer Дэнни Лейверс назвала Take Me Back to Eden «альбомом, который не только расширяет вселенную группы и продолжает расширять границы металла, но и рассматривает, что значит быть человеком», предложив считать его «самой сильной работой Sleep Token на сегодняшний день».
Автор журнала Clash Имс Тейлор заявил, что, хотя «некоторые моменты впечатляют», Take Me Back to Eden — это «альбом, подведённый чрезмерной навязчивостью», и предположил, что на пластинке слишком много песен, которые «тянутся дольше, чем нужно». Аналогично, Эллиотт Бёрр из The Line of Best Fit пожаловался, что Take Me Back to Eden «имеет тенденцию к затягиванию с хлебом и маслом формул», завершив свою рецензию 6/10 предположением, что альбом «не может быть революционным в своей музыке или пантомиме, с некоторыми очевидными ошибками».

### Итоговые списки
В конце 2023 года альбом Take Me Back to Eden был включён в списки лучших многими музыкальными изданиями по итогам года:
| Публикация        | Список                                       | Ранг      | Ссылка |
| ----------------- | -------------------------------------------- | --------- | ------ |
| Alternative Press | 5 Best Albums of 2023 (Readers' Vote)        | #5        | [ 22 ] |
| Alternative Press | 50 Best Albums of 2023 (Writers' Vote)       | unordered | [ 23 ] |
| Kerrang!          | 50 Best Albums of 2023                       | #3        | [ 24 ] |
| Metal Hammer      | 50 Best Metal Albums of 2023 (Readers' Vote) | #1        | [ 25 ] |
| Metal Hammer      | 50 Best Metal Albums of 2023 (Writers' Vote) | #4        | [ 26 ] |
| Metal Injection   | Top 20 Albums of 2023                        | #5        | [ 27 ] |
| NME               | Best Albums of 2023                          | #21       | [ 28 ] |
| Revolver          | 5 Best Albums of 2023 (Readers' Vote)        | #1        | [ 29 ] |
| Revolver          | 30 Best Albums of 2023 (Writers' Vote)       | #1        | [ 30 ] |
| Rock Sound        | Top 50 Albums of 2023                        | #1        | [ 31 ] |

22 августа 2024 года Take Me Back to Eden выиграл награду the Heavy Music Award for Best Album of the Year.
12 декабря 2024 года Take Me Back to Eden выиграл награду Billboard Music Award for Best Hard Rock Album.

## Список композиций
Слова и музыка всех песен — Vessel и II, если не указано иное.
| №                   | Название               | Автор(ы)            | Длительность |
| ------------------- | ---------------------- | ------------------- | ------------ |
| 1.                  | «Chokehold»            |                     | 5:04         |
| 2.                  | «The Summoning»        |                     | 6:35         |
| 3.                  | «Granite»              |                     | 3:45         |
| 4.                  | «Aqua Regia»           |                     | 3:56         |
| 5.                  | «Vore»                 |                     | 5:39         |
| 6.                  | «Ascensionism»         |                     | 7:08         |
| 7.                  | «Are You Really Okay?» |                     | 5:06         |
| 8.                  | «The Apparition»       |                     | 4:28         |
| 9.                  | «DYWTYLM»              | Vessel              | 4:00         |
| 10.                 | «Rain»                 |                     | 4:12         |
| 11.                 | «Take Me Back to Eden» |                     | 8:20         |
| 12.                 | «Euclid»               |                     | 5:13         |
| Общая длительность: | Общая длительность:    | Общая длительность: | 63:26        |

Замечание
- «DYWTYLM» означает «Do You Wish That You Loved Me».

## Чарты
| Чарт (2023—2025)                              | Высшая позиция |
| --------------------------------------------- | -------------- |
| Австралия (ARIA)                              | 3              |
| Австрия (Ö3 Austria)                          | 12             |
| Бельгия/Фландрия (Ultratop)                   | 47             |
| Бельгия/Валлония (Ultratop)                   | 84             |
| Канада (Canadian Albums (Billboard)           | 69             |
| Нидерланды (Album Top 100)                    | 36             |
| Финляндия (Suomen virallinen lista)           | 37             |
| Германия (Offizielle Top 100)                 | 5              |
| Новая Зеландия (RMNZ)                         | 12             |
| Шотландия (Scottish Albums Chart)             | 4              |
| Швейцария (Schweizer Hitparade)               | 24             |
| Великобритания (UK Albums Chart)              | 3              |
| Великобритания (UK Rock & Metal Albums Chart) | 2              |
| США (Billboard 200)                           | 16             |
| США (Independent Albums, Billboard)           | 4              |
| США (Top Alternative Albums, Billboard)       | 2              |
| США (Top Hard Rock Albums, Billboard)         | 2              |
| США (Top Rock Albums, Billboard)              | 4              |

| Чарт (2023)                               | Позиция |
| ----------------------------------------- | ------- |
| Великобритания (UK Cassette Albums, (OCC) | 7       |
| США (Top Alternative Albums, Billboard)   | 44      |
| США (Top Hard Rock Albums, Billboard)     | 23      |

| Чарт (2024)                           | Позиция |
| ------------------------------------- | ------- |
| США (Top Hard Rock Albums, Billboard) | 13      |

## Сертификации
| Регион                                                                      | Сертификация | Продажи |
| --------------------------------------------------------------------------- | ------------ | ------- |
| Великобритания (BPI)                                                        | Золотой      | 100 000 |
| Данные о продажах + прослушиваниях приведены только на основе сертификации. |              |         |